# Icelita
Icelita es un género de polillas tortrícidas perteneciente a la tribu Eucosmini, de la subfamilia Olethreutinae, orden Lepidoptera. Fue descrito por Bradley en 1957.

## Especies
- Icelita antecellana (Kuznetzov, 1988)
- Icelita cirrholepida Clarke, 1976
- Icelita indentata (Bradley, 1957)
- Icelita monela Clarke, 1976
- Icelita tatarana Bradley, 1957